# Smoluća Gornja
Smoluća Gornja (en serbe cyrillique : Смолућа Горња) est un village de Bosnie-Herzégovine. Il est situé dans la municipalité de Lukavac, dans le canton de Tuzla et dans la fédération de Bosnie-et-Herzégovine. Selon les premiers résultats du recensement bosnien de 2013, il abrite une population inférieure ou égale à 10 habitants.

## Démographie

### Évolution historique de la population
| 1948 | 1953 | 1961 | 1971 | 1981 | 1991 | 2013 |
| ---- | ---- | ---- | ---- | ---- | ---- | ---- |
| -    | -    | 635  | 819  | 655  | 543  | ≤ 10 |

|  |

### Communauté locale
En 1991, Smoluća Gornja faisait partie de la communauté locale de Smoluća qui comptait 2 317 habitants, répartis de la manière suivante :